# Penicillium hordei
Penicillium hordei är en svampart som beskrevs av Stolk 1969. Penicillium hordei ingår i släktet Penicillium och familjen Trichocomaceae.   Inga underarter finns listade i Catalogue of Life.